# Tuna slott

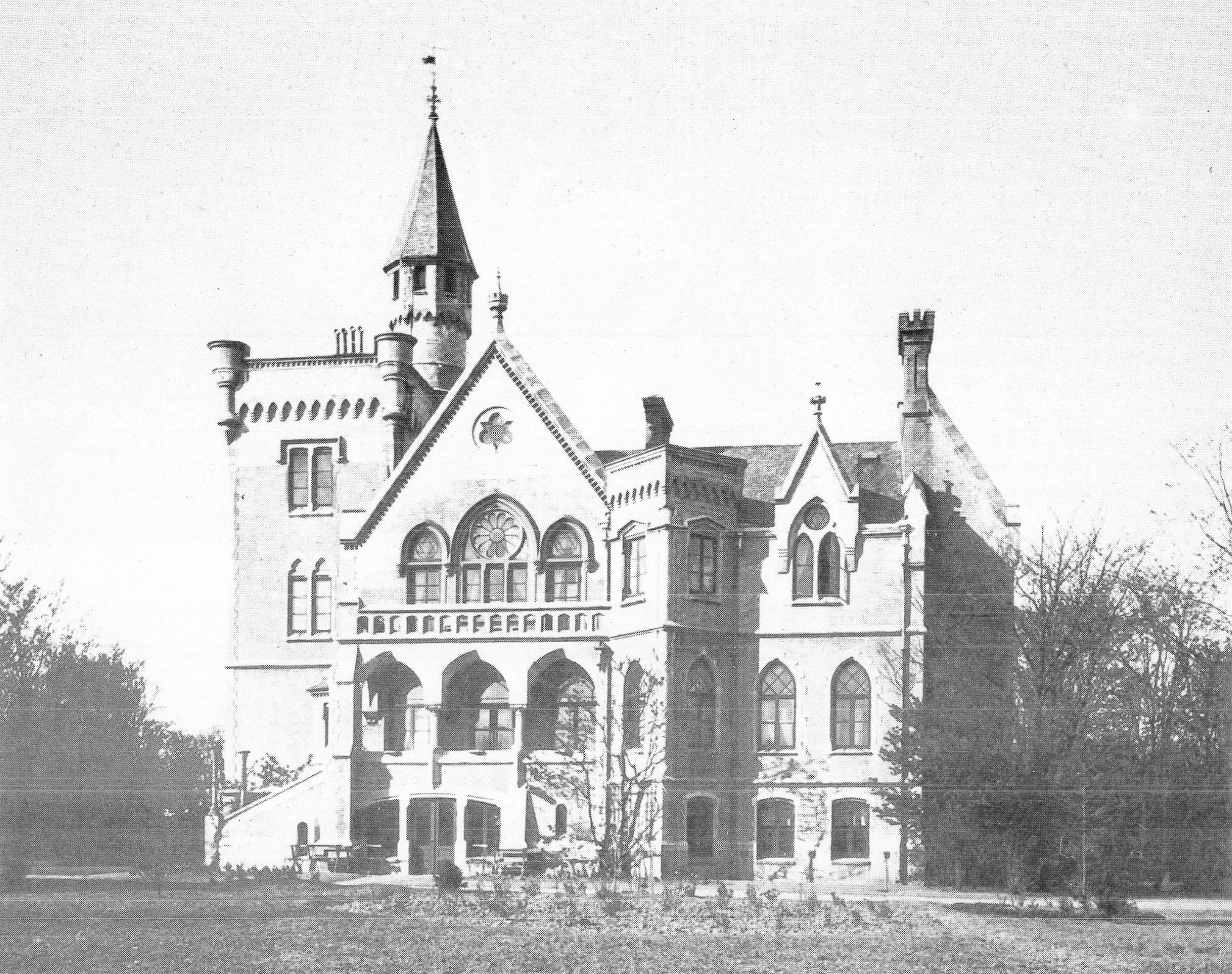
Tuna slott år 1894.

Tuna slott var en storslagen villa i Tudorstil, i gult tegel och med skiffertak. Den var belägen i östra Lund strax norr om Hallands Nation och Västgöta Nation samt söder om det område där Lunds tekniska högskola nu ligger, öster om Professorsstaden.
Villan, som något oegentligt kallades för slott, ritades av Helgo Zettervall och byggdes 1866–67 till änkesäte för biskopinnan Emilie Thomander, hustru till Johan Henrik Thomander. Hon bodde där med två av sina döttrar, varav den ena, Ida, 1868 gifte sig med godsägaren Gottfrid Warholm. Ida Warholm bodde kvar till sin död 1933. Äktenskapet var barnlöst och egendomen inköptes av Lunds stad, som var på jakt efter tomtmark. 
Under tiden fram till rivningen stod huset mestadels tomt, men användes under andra världskriget som beredskapsförläggning och daghem för estniska och lettiska barn. Byggnaden saknade både el och centralvärme och efter att huset åter tömts vandaliserades det. Det ansågs för dyrt att renovera och bevara och revs därför 1948. Hela området blev 1955 en allmän park och fick namnet Tunaparken, söder om Tunavägen och öster om Tornavägen.
Tuna slott avbildades av Sven Hemmel på omslaget till Åke Holmbergs Ture Sventon i spökhuset.